# Sho Tsuboi
Sho Tsuboi (坪井 翔, Tsuboi Shō), né le 21 mai 1995 à Kawagoe, est un pilote automobile japonais. Il pilote en Super Formula et en Super GT (catégorie GT500) depuis 2019.

## Biographie

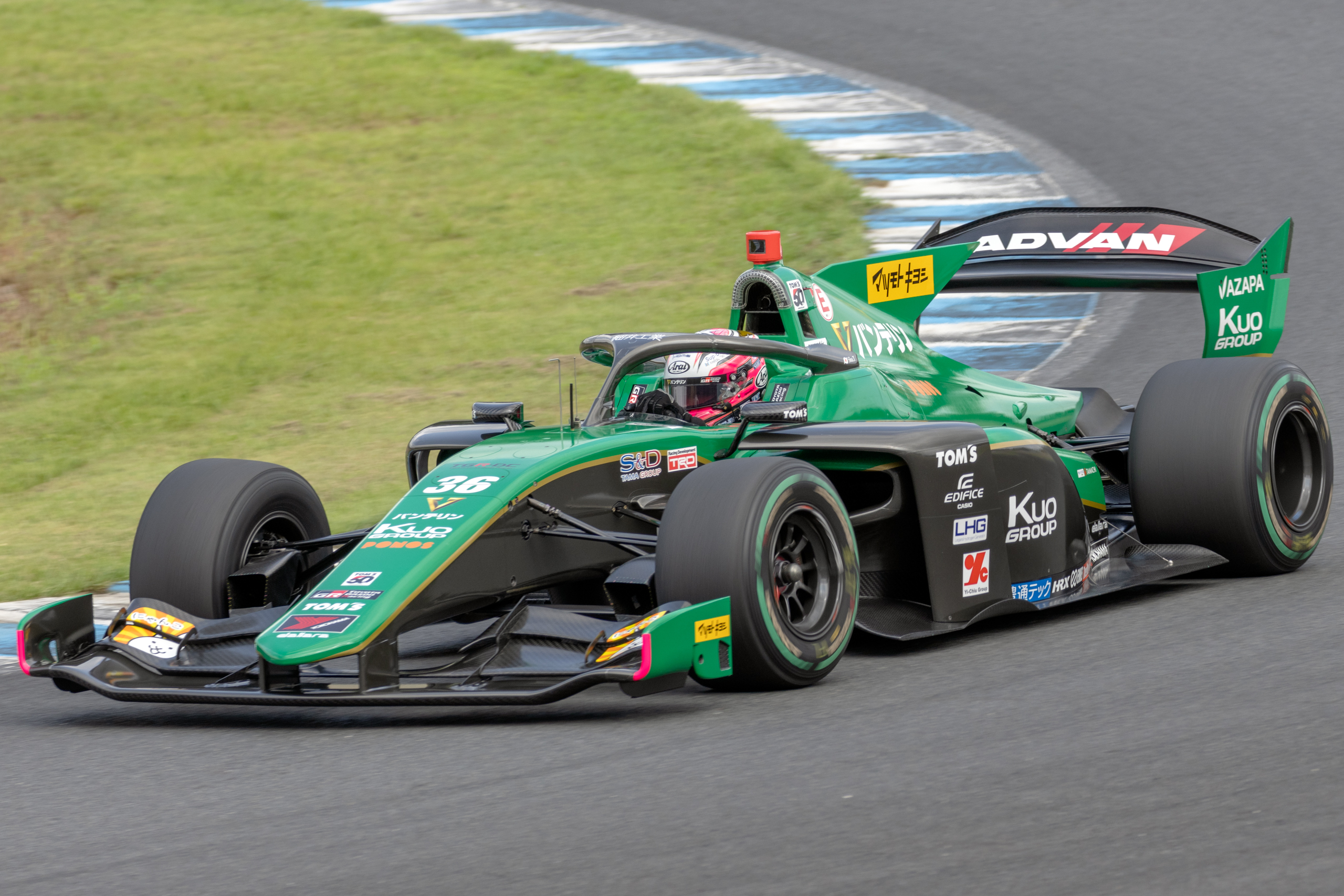
Sho Tsuboi en Super Formula en 2024 sur le circuit de Motegi.

Sho Tsuboi fait ses débuts en monoplace en Formula Challenge Japan en 2012, remportant deux victoires en 2013 pour une cinquième place au classement général. En 2015, il remporte la première édition du championnat du Japon de Formule 4 avec TOM'S de justesse devant Tadasuke Makino. Il devient alors un pilote junior officiel pour Toyota et signe l'année suivante en Formule 3 japonaise, toujours avec TOM'S. Troisième derrière Kenta Yamashita et Jann Mardenborough pour sa première année, il est vice-champion en 2017 malgré une fin de saison en trombe avec neuf victoires lors des onze dernières courses. La même année, il fait ses débuts en Super GT en catégorie GT300 où il se classe troisième avec deux victoires.
En 2018, il réalise le même double programme Formule 3 japonaise/Super GT en GT300. Il réalise aussi une pige à Fuji en GT500, catégorie-reine du Super GT et impressionne où il termine deuxième pour sa première course avec Lexus SARD. En Formule 3 japonaise, pour sa troisième saison dans la discipline, il écrase le championnat avec 17 victoires en 19 courses et est logiquement sacré champion. Pilote au Grand Prix de Macao depuis 2016, il est impliqué dans le terrible accident de Sophia Flörsch en 2018, abondamment relayé par les médias, et souffre seulement de douleurs lombaires,.
En 2019, il signe avec Lexus Team WedsSport Bandoh en Super GT catégorie GT500. Il rejoint également INGING en Super Formula. Il monte sur son premier podium en Super Formula à Fuji.

## Résultats en compétition automobile
- 2012 : 
  - Formula Challenge Japan : 7e
- 2013 : 
  - Formula Challenge Japan : 5e, (deux victoires)
- 2015 : 
  - Championnat du Japon de Formule 4 : Champion, (sept victoires)
- 2016 : 
  - Championnat du Japon de Formule 3 : 3e
  - Grand Prix de Macao : 16e
- 2017 : 
  - Championnat du Japon de Formule 3 : 2e, (neuf victoires)
  - Super GT catégorie GT300 : 3e, (deux victoires)
  - Grand Prix de Macao : 14e
- 2018 : 
  - Championnat du Japon de Formule 3 : Champion, (dix-sept victoires)
  - Super GT catégorie GT500 : 16e (une course sur huit)
  - Super GT catégorie GT300 : 7e
  - Grand Prix de Macao : abandon
- 2019 : 
  - Super Formula : 11e
  - Super GT catégorie GT500 : 11e
- 2020 : 
  - Super Formula : 3e, (deux victoires)
  - Super GT catégorie GT500 : 7e
- 2021 : 
  - Super Formula : 15e
  - Super GT catégorie GT500 : Champion, (une victoire)
- 2022 : 
  - Super Formula : 11e
  - Super GT catégorie GT500 : 10e
- 2023 : 
  - Super Formula : 4e
  - Super GT catégorie GT500 : Champion, (trois victoires)
- 2024 : 
  - Super Formula : Champion (trois victoires)
  - Super GT catégorie GT500 : Champion, (trois victoires)